# Tomáš Štůrala
Tomáš Štůrala (*5. ledna 1985, Nový Jičín) je bývalý český hokejový brankář, který odehrál přes 250 zápasů v 1. lize a 63 zápasů za Berany Zlín a 3 za Vsetín v základní části Extraligy.

## Kariéra
S hokejem začínal v Novém Jičíně, odkud zamířil do Zlína. V roce 2005 si zachytal 1. ligu v Jindřichově Hradci. Do Extraligy poprvé zasáhl v sezóně 2004/2005, v zápase za Zlín strávil v brance jednu minutu. První extraligový zápas odchytal v sezóně 2006/2007 v dresu Vsetína. V sezóně 2009/2010 odchytal 12 utkání v dresu Zlína. V následující sezóně pomohl Šumperku k postupu do druhé nejvyšší soutěže a za Zlín odchytal 2 utkání. V sezóně 2013/14 získal titul pro vítěze ELH. Dalších několik sezón byl třetím brankářem Beranů se střídavými starty v 1. lize a sezónu 2019/2020, která byla jeho poslední, odehrál již celou za LHK Jestřábi Prostějov. Oficiálně ukončil hráčskou kariéru v lednu 2021 a začal pracovat v Armádě České republiky.

## Úspěchy
2010/2011
- Postup do 1. ligy (Šumperk)

2013/2014
- Vítěz Extraligy (PSG Zlín)